# Plethodon stormi
Plethodon stormi är en groddjursart som beskrevs av Richard Highton och Arden H. Brame, Jr. 1965. Plethodon stormi ingår i släktet Plethodon och familjen lunglösa salamandrar. IUCN kategoriserar arten globalt som starkt hotad. Inga underarter finns listade i Catalogue of Life.